# واندا دوس سانتوس
واندا دوس سانتوس (بالبرتغالية: Wanda dos Santos) هي منافسة ألعاب القوى برازيلية، ولدت في 1 يونيو 1932 في ساو باولو في البرازيل.

## وصلات خارجية
- واندا دوس سانتوس على موقع الاتحاد الدولي لألعاب القوى (الإنجليزية)
- واندا دوس سانتوس على موقع اللجنة الأولمبية الدولية (الإنجليزية)
- واندا دوس سانتوس على موقع أوليمبيديا (الإنجليزية)